# Philippe Van Leeuw
Philippe Van Leeuw (1954, Bélgica) é um cineasta, roteirista e diretor de fotografia belga.